# Daniel Lanois
Daniel Lanois (Hull, 1951. szeptember 19. –) kanadai zenész, procducer. A U2, Bob Dylan, Peter Gabriel, Ron Sexsmith voltak talán a legnevesebb partnerei. Intenzív együttműködést folytat Brian Enoval és Wim Wendersszel is. Lanois gitározik, játszik pedal steel gitáron, dobol.

## Pályafutása
Lanois 17 évesen kezdte produkciós pályafutását. Helyi művészek, köztük a Simply Saucer és a testvére, Bob Lanois által készítettek felvételeket anyjuk otthonának pincéjében, Ontario államban. Később Lanois elindította a Grant Avenue Stúdiót egy öreg házban, amelyet az ontariói Hamiltonban vásároltak meg. Lanois számos helyi zenekarral dolgozott együtt, köztük a Martha and the Muffinsszal (akinek testvére, Jocelyne basszusgitáros volt), Ray Materick-kel, a Spoons-szal és a kanadai gyermekénekesnővel, Raffival.
Miután Brian Enoval dolgozott és részt vett zenei projektjeiben, felkérték a U2 rockbanda The Unforgettable Fire című albumának társproducerére. Ez volt az a munka, amely végül jelentős sikert hozott számára. Brian Enoval ő dolgozott a The Joshua Tree U2-album elkészítéséven, amely 1987-ben megkapta az év albuma Grammy-díjat. Bono, a U2 énekese 1988-ban ajánlotta Lanoist Bob Dylannek producerként. Lanois aztán dolgozott az Oh Mercy-n, Dylan egyik legismertebb kései munkáján. Nyolc évvel később Lanois és Dylan együtt dolgozott a Time Out of Mind című albumon, amely Grammy-díjat nyert, 1997-ben az év legjobb albuma lett.
Lanois (többek között) Peter Gabriel OVO filmzenéjén dolgozott a Millenium Dome show-ban 2000-ben.
A produceri munkák mellett Lanois énekesként és dalszerzőként is dolgozik; gitáron, dobon és steelgitáron játszik. Albumai csendes és atmoszférikus rockzenét tartealmaznak country és blues hatásokkal. Az éneket nem tartalmazó Belladonna (2005) album olyan, mint egy filmzene, blues- és sivatagi western-szerű hangkompozíciók összeállítása. 
Az Acadie című album angol és francia nyelvű „Jolie Louise” című számát gyakran játszották Németországban 1989-ben. Utolsó ismertebb művei között van Wim Wenders The Million Dollar Hotel filmzenéje, valamint az „All That You Can't Leave Behind” és a „No Line on the Horizon” (Brian Enóval együtt), melyek U2-es albumokon találhatók.
2002-ben Lanois-t beválasztották a Canadian Music Hall of Fame-be, 2005-ben pedig egy csillaggal tüntették ki a kanadai Walk of Fame Torontóban.

## Albumok
- Acadie (1989)
- For the Beauty of Wynona (1993)
- Sling Blade – Auf Messers Schneide (filmzene, instrumental)
- Shine (2003)
- Belladonna (2005, instrumental)
- Here Is What Is (2007)
- Black Dub (2010)
- My Music for Billy Bob (2014)
- Flesh and Machine (2014)
- Goodbye to Language (km.: Rocco DeLuca) (2016)
- The Music of Red Dead Redemption 2 (2019)
- Heavy Sun (2021)
- Player, Piano (2022)

## Filmek
- Daniel Lanois az IMDb-n

## Díjak
- Hétszeres Grammy-díj-as.
- Canada’s Walk of Fame